# Chenopodium foliosum
Chenopodium foliosum là loài thực vật có hoa thuộc họ Dền. Loài này được Asch. mô tả khoa học đầu tiên năm 1864.